# Amb amics com aquests
Amb amics com aquests  (títol original: With friends like these...) és una pel·lícula estatunidenca còmica de l'any 1998 escrita i dirigida per Philip Frank Messina i protagonitzada per Adam Arkin i David Strathairn. Ha estat doblada al català.

## Argument
Quatre actors amics competeixen entre si per obtenir el mateix paper en la nova pel·lícula de mafiosos de Martin Scorsese. Cadascun buscarà la forma de fer mèrits per aconseguir el paper, deixant que la competència i l'enveja es barregin amb l'amistat.

## Repartiment
- Adam Arkin: Steve Hersh.
- David Strathairn: Armand Minetti.
- Jon Tenney: Dorian Mastandrea.
- Robert Costanzo: Johnny DiMartino.
- Amy Madigan: Hannah DiMartino.
- Laura San Giacomo: Joanne Hersh.
- Elle Macpherson: Samantha Mastandrea.
- Lauren Tom: Yolanda Chin.
- Beverly D'Angelo: Theresa Carpenter.
- Ashley Peldon: Marissa DiMartino.
- Allison Bertolino: Dana Dimartino.
- Bill Murray: Maurice Melnick.
- Frederika Kesten: Catrice.
- Carmine Costanzo: Nino DiMartino.
- Heather Stephens: Babette.
- Andrew Shaifer: Trent Rabinowitz.
- Ebick Pizzadili: Janey Hirsch.
- Michael McKean com a Dr. Maxwell Hersh.
- Armando Pucci com a Dr. Puccini.
- Pearl Shear: Estelle Hirsch.
- Jon Polito: Rudy Ptak.
- Greg Grunberg com a Assistent de Rudy - Sean Nusbalm.
- Martin Scorsese: Ell mateix.
- Tracy Reiner com a Assistent de Scorsese.
- Garry Marshall: Frank Minetti.

## Premis
| Any  | Ens                             | Premi                  | Resultat   |
| ---- | ------------------------------- | ---------------------- | ---------- |
| 1999 | San José Film Festival          | Favorit de l'audiència | Guanyadora |
| 1999 | Munich Film Festival            | Premi Grans Esperances | Guanyadora |
| 1999 | Festival de la Comèdia dels EUA | Millor director        | Guanyadora |